# Счётная палата Украины
Счётная палата Украины (укр. Рахункова палата України) — орган финансово-бюджетного контроля, который образуется Верховной Радой Украины, подчинён и подотчётен ей. Работает самостоятельно и независимо от других органов государства.
Создана в соответствии с принятой в 1996 году Конституции и Законом Украины «О Счётной палате» от 2 июля 2015 года. День Счётной палаты отмечается ежегодно 22 октября.

## Состав
Счётная палата состоит из тринадцати членов, действует аппарат, состоящий из департаментов, территориальных и других структурных подразделений (включая патронатные службы членов Счётной палаты).
Председатель назначается на должность Верховной Радой по представлению Председателя ВРУ, эта должность предусматривает следующие функции:
- возглавляет Счётную палату, осуществляет руководство и обеспечивает организацию работы;
- представляет Счётную палату в отношениях с ВРУ и другими государственными органами, учреждениями и организациями;
- председательствует на заседаниях Счётной палаты;
- вносит на рассмотрение палаты предложения по концепции работы, кадровой политики, сметы, структуры и штатного расписания;
- вносит на рассмотрение предложения о назначении на должность и увольнении Секретаря палаты, согласно решению пататы назначает и освобождает от должности Секретаря;
- информирует ВРУ о государственном внешнем финансовом контроле;
- подписывает решения палаты и протоколы её заседаний;
- осуществляет связи с общественностью и СМИ;
- выполняет другие полномочия.

### Заместитель председателя и секретарь Счётной палаты
Заместитель председателя палаты избирается на заседании Счётной палаты открытым голосованием по представлению председателя Палаты из состава её членов. Зампред избирается не менее чем двумя третями от состава палаты. Заместителем Председателя Счётной палаты решением Счётной палаты от 22.03.2018 № 7-1 избран Майснер Андрей Васильевич.
Секретарь по должности является руководителем аппарата Счётной палаты.

### Члены Счётной палаты
Счётная палата состоит из девяти членов, на каждого из них распространяется действие закона «О государственной службе», кроме норм о порядке назначения на должность и увольнения с должности и условий оплаты труда члена Счётной палаты, устанавливаемых Законом.
Членом палаты может быть гражданин Украины не моложе тридцати лет, владеющий государственным языком и одним из официальных языков Совета Европы, имеет высшее образование не ниже степени магистра, стаж работы не менее 7 лет, стаж работы в сфере государственного контроля (аудита), экономики, финансов или права не менее 5 лет и безупречную деловую репутацию.
Срок полномочий членов Палаты — 6 лет, одно лицо не может занимать эту должность более двух сроков.

### Территориальные управления Счётной палаты
Функционирует 7 территориальных управлений Счётной палаты, компетенция которых распространяется на несколько регионов. Все работники территориальных управлений принимаются исключительно на центральном уровне путём сложной процедуры собеседований и конкурсных отборов и являются сотрудниками 2 — 4 категорий государственных служащих (согласно Закону Украины «О государственной службе», который действует до 1 января 2016 года).
Территориальные управления — структурное подразделение Счётной палаты без статуса юридического лица. Центрами территориальных управлений являются Киев, Харьков, Донецк (временно не работает), Львов, Винница, Одесса, Днепр. Компетенция большинства территориальных управлений распространяется на 2 или 3 региона, кроме теруправлений в Виннице и Львове, которые действуют на территории 4-6 областей.

## Ссылка
- ac-rada.gov.ua/control/m… — официальный сайт Счётная палата Украины
- http://www.eurosai.org
- Церемония награждения лучших государственных служащих, 2009 год
- Об истории Счетной палаты